# Ferrari J50
La Ferrari J50 è una vettura roadster presentata dalla casa automobilistica italiana Ferrari alla fine del 2016, di cui è stata dichiarata una produzione limitata a soli 10 esemplari. Nel 2017 vince il Red Dot best of the best grazie al Design di Flavio Manzoni e riceve una menzione d'onore al compasso d'oro ADI nel 2018.

## Contesto e nome
Per ricordare i 50 anni di presenza del marchio italiano nel mercato giapponese, la casa di Maranello ha realizzato una roadster a 2 posti sulla base della 488 Spider.
Il nome del modello richiama proprio questo anniversario: la J sta per Japan (Giappone in inglese) e 50 per gli anni di presenza sul territorio nipponico della Ferrari, paese quest'ultimo, dove la vettura potrà essere acquistata in esclusiva.

## Profilo e tecnica
Costruita sul corpo e sulla meccanica della 488 Spider, è stata progettata con una carrozzeria completamente rivista e differente rispetto all'auto su cui è basata.
La carrozzeria presenta numerose e inedite variazioni rispetto alle sue Ferrari contemporanee presenti in listino, con un profilo e uno stile a cuneo e tagliente delle linee esterne che richiamano in molti elementi le più prestazionali vetture del cavallino degli anni 70, 80 e inizio 90, in particolare le Ferrari F328 GTS, F40 e F50. La vettura presenta 2 generosi roll bar fissi dietro i due soli singoli sedili anteriori, con il tettuccio che è asportabile manualmente anziché ripiegabile elettronicamente come avviene sulla vettura da cui deriva.
L'aerodinamica è molto curata con numerose appendici presenti su tutta la base inferiore dei paraurti, dei parafanghi e delle minigonne, presentando all'anteriore un sistema di raffreddamento dotato di due radiatori, con annesse prese d'aria in fibra di carbonio, che sono stati posizionati il più basso possibile al suolo, per migliorare e ridurre la resistenza aerodinamica. La fanaleria anteriore è composta da un sistema Full LED, con fari estremamente sottili che seguono l'andamento curvo del paraurti. Il parabrezza e i vetri laterali del veicolo sono stati abbassati per dare l'idea a chi guida di "vedere da una visiera di un casco" e per ragioni aerodinamiche.
Il motore è l'F154 CB: lo stesso 3,9 litri V8 biturbo della 488 Spider, montato in posizione longitudinale posteriore, è stato incrementato di 20 CV, con una potenza complessiva di 690 CV.